# Имамура, Сёхэй
Сёхэй Имамура (яп. 今村 昌平 Имамура Сё:хэй, 15 сентября 1926 — 30 мая 2006) — японский кинорежиссёр и сценарист. Снискал репутацию одного из крупнейших послевоенных режиссёров Японии кинокартинами, в которых с перспективы социальных низов в зачастую сатирической манере раскрывается чувственная и сексуальная природа человека. За свою полувековую карьеру поставил около 20 фильмов. Старший сын — режиссёр и сценарист Дайсукэ Тэнган.

## Жизнь и творчество
Имамура родился в префектуре Токио в семье преуспевающего практикующего врача. Изучал западную историю в университете Васэда, но большую часть времени посвящал студенческому театру и политическим мероприятиям. После окончания войны некоторое время торговал сигаретами и спиртным на процветавшем в то время чёрном рынке.
В 1951 году по окончании университета был принят кинокомпанией Сётику на студию «Офуна» в качестве ассистента режиссёра, пройдя жесточайший конкурсный отбор (из 2000 претендентов были отобраны только 8 человек). Работал с Ясудзиро Одзу на трёх его фильмах, в том числе на знаменитой «Токийской повести». Однако утончённый стиль Одзу и его манера сковывать актёра своей волей были абсолютно чужды Имамуре. Он предпочитал работать с Юдзо Кавасимой, также интересовавшимся жизнью социальных низов и настроенным бунтарски по отношению к студийным боссам.
В 1954 году Имамура перешёл в компанию «Никкацу» на лучшую зарплату. В 1957 году он работал с Юдзо Кавасимой как соавтор сценария и ассистент режиссёра над фильмом «Солнце последних дней сёгуната» (в 1981 году Имамура снял ремейк под названием «Ну и чёрт с ним!»). В 1958 году дебютировал как режиссёр фильмом «Украденное желание», затронув противоречивые и эксцентричные темы, к которым затем неоднократно возвращался. Руководство компании, недовольное радикальными настроениями Имамуры, заставило его снять несколько лёгких фильмов, которыми он остался недоволен.
В 1961 году вышел фильм «Свиньи и броненосцы» об американской военной базе в Йокосуке и её взаимодействии с низами японского общества. Руководство Никкацу, шокированное фильмом, не позволяло Имамуре снимать два года. Его следующие фильмы, «Женщина-насекомое» (1963) и «Красная жажда убийства» (1964), закрепили за Имамурой репутацию одного из ведущих режиссёров Новой волны.
Чтобы быть свободным от вмешательства студии, Имамура основал собственную независимую кинокомпанию Imamura Productions, первым фильмом которой стала свободная экранизация романа Акиюки Носаки «Порнографы». После провала в прокате фильма «Сокровенные желания богов» (1968) Имамура переключился на документалистику. Следующий его художественный фильм, «Месть за мной», вышел только в 1979 году.
30 мая 2006 года в возрасте 79 лет Имамура скончался от рака печени в одной из токийских больниц.

## Фильмография
- 1958 — Украденное желание[англ.] 盗まれた欲情
- 1958 — У станции Западная Гиндза[англ.] 西銀座駅前
- 1958 — Бесконечное желание[англ.] 果てしなき欲望
- 1959 — Мой второй брат[англ.] にあんちゃん
- 1961 — Свиньи и броненосцы[яп.] 豚と軍艦
- 1962 — Город сотен домн キューポラのある街 (соавтор сценария)
- 1963 — Женщина-насекомое にっぽん昆虫記
- 1964 — Красная жажда убийства[яп.] 赤い殺意
- 1966 — Порнографы[яп.] エロ事師たちより 人類学入門
- 1967 — Пропал человек[англ.] 人間蒸発
- 1968 — Сокровенные желания богов[яп.] 神々の深き欲望
- 1970 — Послевоенная история Японии, рассказанная хозяйкой бара[англ.] にっぽん戦後史 マダムおんぼろの生活 (документальный)
- 1979 — Мне отмщение и аз воздам[яп.] 復讐するは我にあり
- 1981 — Эдзя най-ка (Ну и чёрт с ним!)[яп.] ええじゃないか
- 1983 — Легенда о Нараяме 楢山節考 — Золотая пальмовая ветвь Каннского кинофестиваля
- 1987 — Дзэгэн 女衒
- 1989 — Чёрный дождь 黒い雨
- 1997 — Угорь うなぎ — Золотая пальмовая ветвь Каннского кинофестиваля
- 1998 — Доктор Акаги カンゾー先生
- 2001 — Тёплая вода под красным мостом 赤い橋の下のぬるい水
- 2002 — 11 сентября 11’9’’01/セプテンバー11

## Награды
Дважды обладатель «Золотой пальмовой ветви» (1983, 1997) Каннского кинофестиваля.